# Владислав Лекомцев
Владислав Лекомцев (рус. Владислав Алексеевич Лекомцев) је руски пара крос контри скијаш и парабиатлонац. На Зимским параолимпијским играма 2014. освојио је златну медаљу у трци у биатлону на 7,5 км, а затим освојио бронзану за скијашко трчање на 20 км на истом месту.

## Биографија
Владислав Лекомцев је рођен 8. децембра 1994. у Ромашкину, Алнашки округ, Удмуртија, од мајке Тамаре Јаковлевне Лекомцеве и оца Алексеја Лекомцева. Почевши од основне школе, он и његова три брата и сестре су радили хонорарно на колективној фарми током летњег распуста да би зарадили за одећу и школски прибор. Дана 8. августа 2007. изгубио је леву руку, а другу сломио у несрећи са трактором, када је помагао оцу.
Године 2009. Лекомцев је почео да се бави фудбалом и атлетиком све док му мајка није помогла да одабере скијање.
Студент је Удмуртског државног универзитета у Ижевску, где студира психологију.
Освојио је златну медаљу у скијашком трчању на 12,5 км за мушкарце на Светском првенству у пара снежним спортовима 2021. одржаном у Лилехамеру, Норвешка. Такође је освојио златну медаљу у скијашком трчању за мушкарце на дуге стазе. У биатлону, освојио је златну медаљу у дисциплини 6 км стојећи за мушкарце. Такође је освојио златну медаљу у биатлону на 10 км стојећи за мушкарце.